# Barbara Pozzobon
Barbara Pozzobon (Treviso, 17 de septiembre de 1993) es una deportista italiana que compite en natación, en la modalidad de aguas abiertas.
Ganó dos medallas en el Campeonato Mundial de Natación, en los años 2023 y 2025, y tres medallas en el Campeonato Europeo de Natación, en los años 2021 y 2024.

## Palmarés internacional
| Campeonato Mundial | Campeonato Mundial  | Campeonato Mundial | Campeonato Mundial |
| Año                | Lugar               | Medalla            | Prueba             |
| ------------------ | ------------------- | ------------------ | ------------------ |
| 2023               | Fukuoka (Japón)     | Medalla de oro     | Equipo mixto       |
| 2025               | Singapur (Singapur) | Medalla de plata   | Equipo mixto       |
| Campeonato Europeo |                     |                    |                    |
| Año                | Lugar               | Medalla            | Prueba             |
| 2021               | Budapest (Hungría)  | Medalla de bronce  | 25 km              |
| 2024               | Belgrado (Serbia)   | Medalla de oro     | 25 km              |
| 2024               | Belgrado (Serbia)   | Medalla de plata   | 10 km              |